# Miss Nicaragua

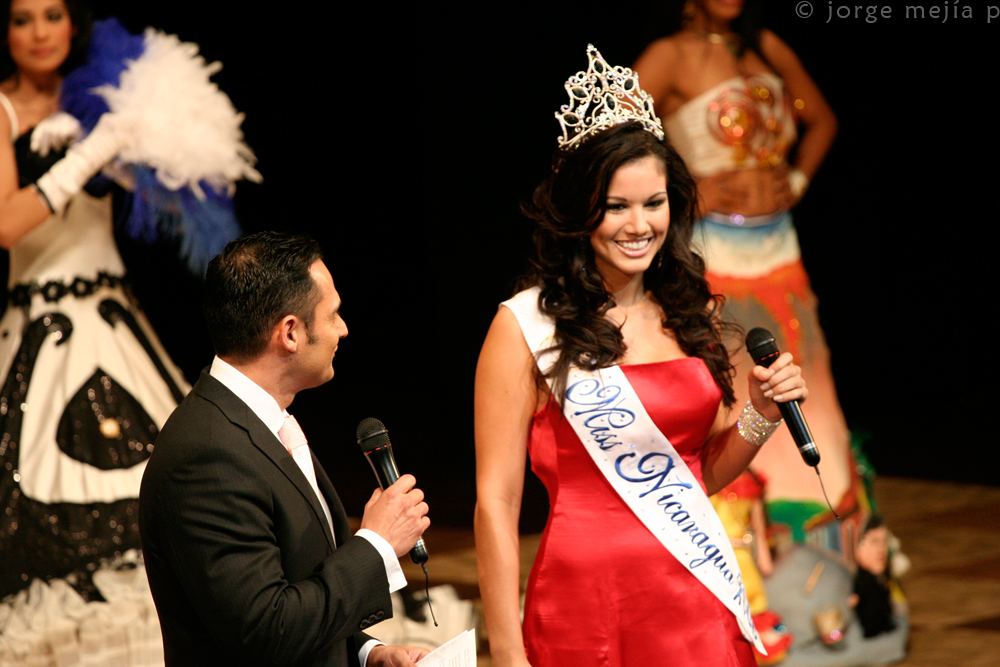
Cristiana Frixione incoronata Miss Nicaragua 2006.

Miss Nicaragua è un concorso di bellezza femminile che si tiene annualmente in Nicaragua ed è un franchise dell'agenzia di moda SILHUETAS. Ogni dipartimento seleziona una rappresentante locale che partecipa alla finale del concorso Miss Nicaragua, che si tiene tradizionalmente presso il Teatro Nacional Rubén Darío. La vincitrice viene incoronata alla fine della finale. Il concorso si tiene sin dal 1955 e serve per selezionare la rappresentante del Nicaragua per Miss Universo e Miss International, fra gli altri concorsi. La vincitrice partecipa a Miss Universo, mentre la seconda classificata a Miss International.

## Albo d'oro

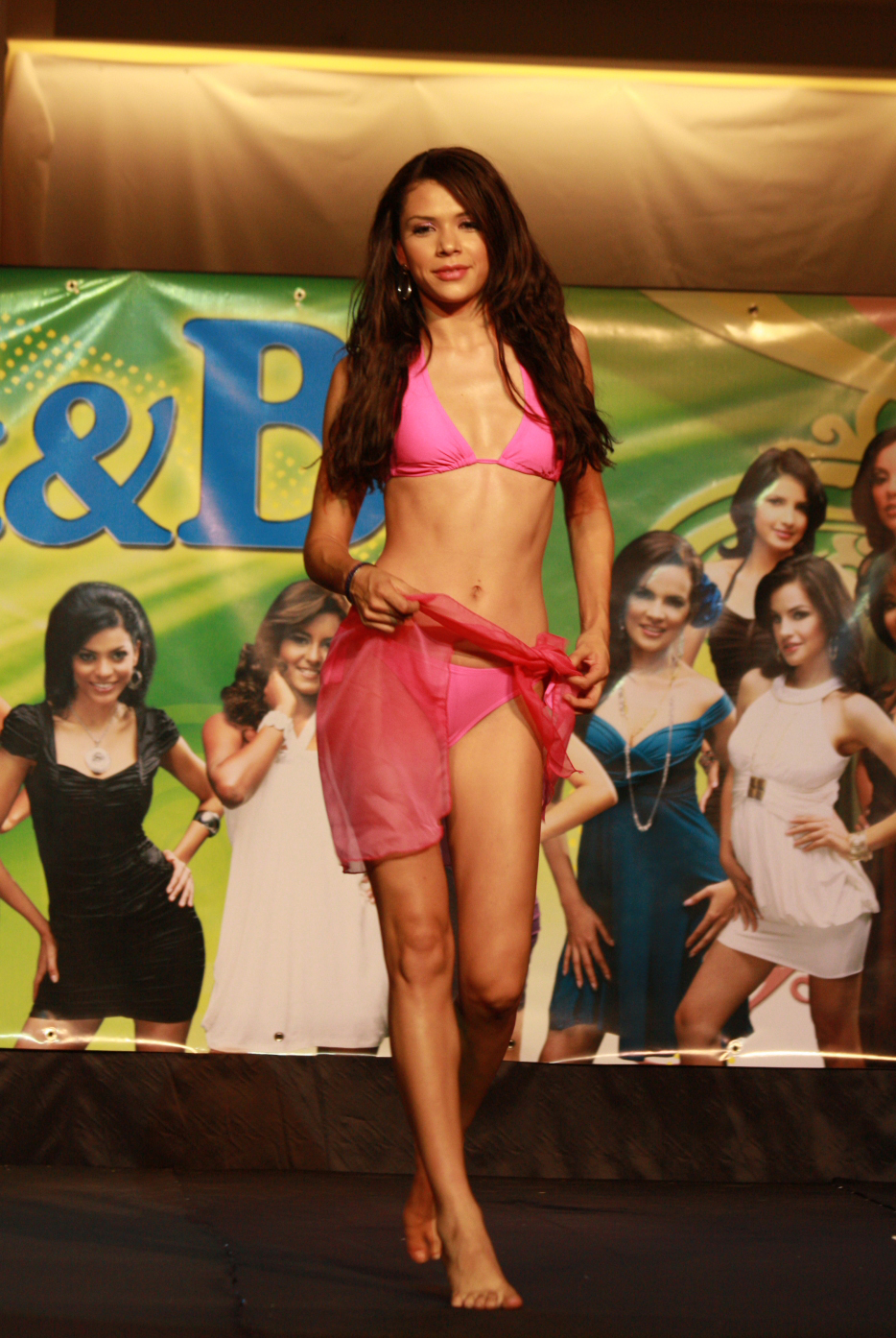
Indiana Sanchez, Miss Nicaragua 2009.

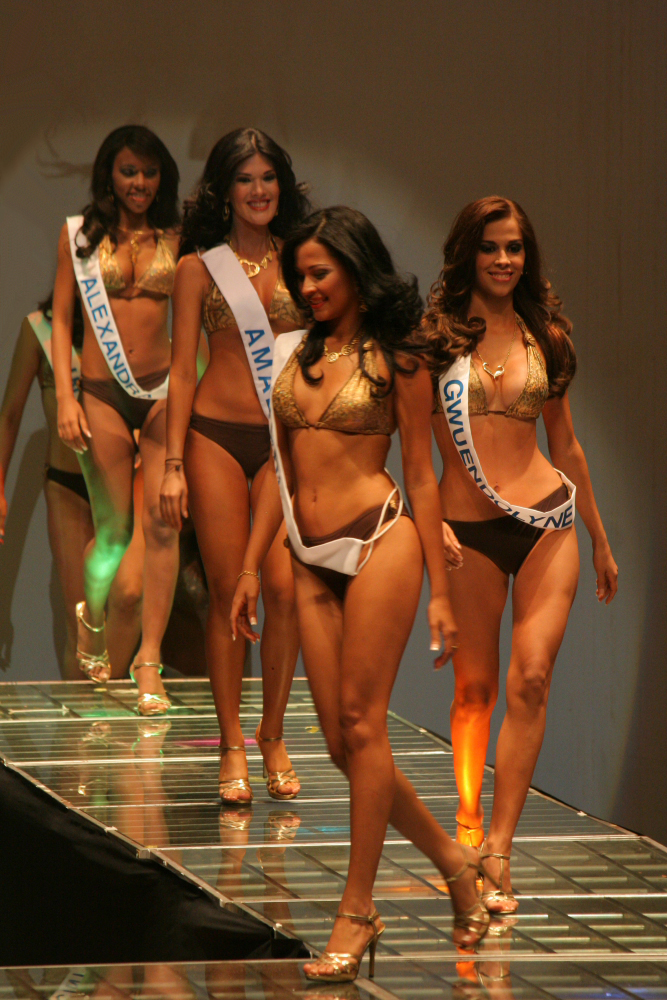
Thelma Rodríguez, Miss Nicaragua 2008.

| Anno | Vincitrice                                                                   |
| ---- | ---------------------------------------------------------------------------- |
| 1955 | Rosa Argentina Lacayo                                                        |
| 1963 | Leda Sánchez                                                                 |
| 1968 | Margine Davidson (Finalista a Miss Mondo 1968)                               |
| 1969 | Soraya Herrera Chávez                                                        |
| 1970 | Xiomara Paguaga Rodríguez                                                    |
| 1973 | Ana Cecilia Saravia Lanzas                                                   |
| 1974 | Francys Duarte                                                               |
| 1975 | Aida Maritza Sánchez                                                         |
| 1979 | Patricia Suarez                                                              |
| 1976 | Ivania Navarro Genie (Vincitrice di Miss Teenage Intercontinental 1976)      |
| 1977 | Beatriz Obregón Lacayo (Semifinalista a Miss Universo 1977)                  |
| 1978 | Claudia Herrera Cortez                                                       |
| 1991 | Ana Sofía Pereira (Vincitrice a Miss América Latina 1992)                    |
| 1992 | Ida Patricia Delaney                                                         |
| 1993 | Luisa Amalia Urcuyo Lacayo (Semifinalista a Miss International 1994)         |
| 1995 | Linda Clerk Castillo                                                         |
| 1997 | Luz María Sánchez Herdocia                                                   |
| 1998 | Claudia Alaniz                                                               |
| 1999 | Liliana Pilarte                                                              |
| 2001 | Ligia Cristina Argüello Roa (4ª classificata a Miss Mondo 2001)              |
| 2002 | Marianela Lacayo Mendoza (Vincitrice a Miss Mundo Latino Internacional 2002) |
| 2003 | Claudia Salmerón Aviles                                                      |
| 2004 | Marifely Argüello César (Vincitrice a Miss Expo World 2004)                  |
| 2005 | Daniela Clerk Castillo                                                       |
| 2006 | Cristiana Frixione (2ª classificata a Miss Italia nel mondo 2007)            |
| 2007 | Xiomara Blandino (Top 10 a Miss Universo 2007)                               |
| 2008 | Thelma Rodríguez                                                             |
| 2009 | Indiana Sánchez                                                              |
| 2010 | Scharllette Allen                                                            |
| 2011 | Adriana Dorn                                                                 |
| 2012 | Farah Eslaquit                                                               |